# Mazda

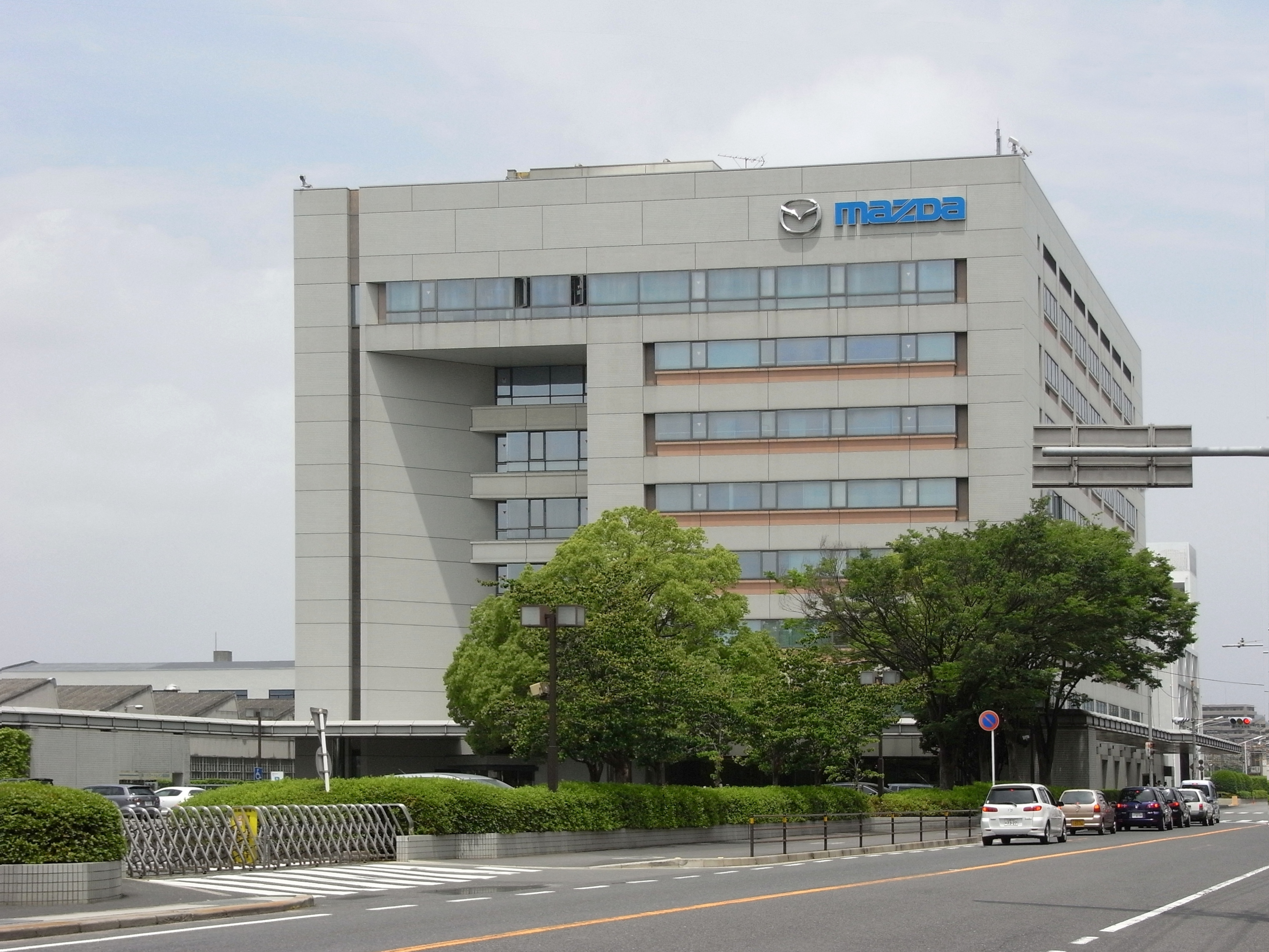
Hauptsitz der Mazda Motor Corporation in Hiroshima, 2008

Die Mazda Motor Corporation (japanisch マツダ株式会社 Matsuda Kabushiki-gaisha), gelistet im Nikkei 225, ist ein japanischer Automobilhersteller mit Sitz in Fuchū. Neben Produktionsstätten in Japan – dem Hauptwerk in Fuchū und Hiroshima, dem Werk Ujina in Ujina (Minami-ku (Hiroshima)) und dem Werk Hōfu in Hōfu – wurden und werden Mazdamodelle an Standorten in allen Teilen der Welt gefertigt.

## Geschichte

### Überblick
Die heutige Mazda Motor Corporation geht auf den Korkhersteller Tōyō Cork Kōgyō K.K. (東洋コルク工業株式会社, Tōyō Koruku Kōgyō kabushiki-gaisha; englisch Toyo Cork Kogyo Ltd.) zurück. 1920 stieg der Maschinenbauunternehmer Jūjirō Matsuda bei dem Unternehmen ein und benannte es 1927 in Tōyō Kōgyō K.K. (東洋工業, englisch Toyo Kogyo Co., Ltd.) um. 1928 wurden erstmals Maschinenbauteile hergestellt, von 1930 an auch Motorräder produziert. Ungefähr seit dieser Zeit wird auch der Name Mazda verwendet.
Zum Zustandekommen des Markennamens gibt es unterschiedliche Darstellungen. Nach Angaben der Firma leitet er sich von Ahura Mazda her, der höchsten zoroastrischen Gottheit der Weisheit und Erkenntnis, dessen Namen sie als アフラ・マツダ afura matsuda ins Japanische transkribiert, wodurch Mazda aus den gleichen Silben besteht wie der Nachname von Jūjirō Matsuda. Nach anderer Darstellung sollten die hergestellten Autos nach Firmenchef Matsuda benannt werden und zur Ausspracheerleichterung für ausländische Kunden wurde dessen Namen in lateinischer Schrift als Mazda geschrieben. Der Bezug zur zoroastrischen Gottheit wäre demzufolge erst nachträglich hergestellt worden.
Mitte der 1930er Jahre wurde die Entwicklung von motorisierten Dreirädern und LKW vorangetrieben, die als Mazda Mazdago auf den Markt kamen. Außerdem gab es eine Firmensparte Gesteinsbohrer. Während des Zweiten Weltkrieges war das Unternehmen in die japanische Rüstung eingebunden.
Nach dem Krieg nahm Mazda ab 1950 die Herstellung kleiner Lastwagen mit drei oder vier Rädern erneut auf. Am 28. Mai 1960 folgte in Japan der erste Personenkraftwagen von Mazda: unter dem Namen Mazda R360 wurde ein kleines Coupé am Markt eingeführt. Im Oktober 1960 wurde durch Tsuneji Matsuda, den Adoptivsohn des Firmengründers und Präsidenten von Mazda von 1951 bis 1970, ein Lizenzvertrag mit dem deutschen Unternehmen NSU zur Nutzung und Weiterentwicklung von Wankelmotoren geschlossen. Ausschlaggebend hierfür war die Empfehlung seines langjährigen Freundes Willy Rudolf Foerster gewesen. Im Juli 1961 wurde der Vertrag von der japanischen Regierung genehmigt.

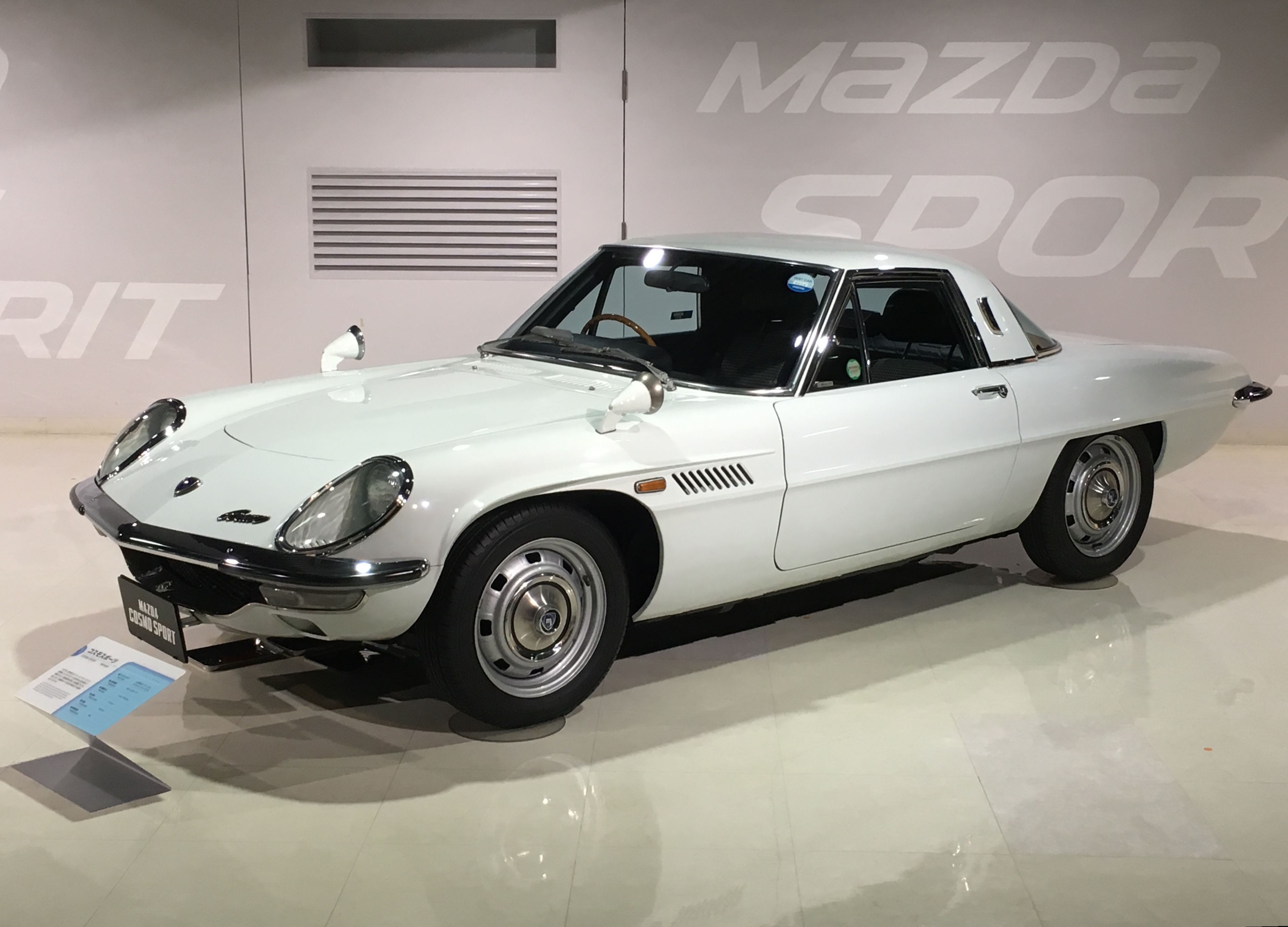
Mazda Cosmo Sport, erster Mazda mit Wankelmotor, 1967–1972

Ab 1967 wurde der Mazda 110 S Cosmo mit Zweischeiben-Wankelmotor produziert.
Nach der Markteinführung in Europa 1967 kaufte die Ford Motor Company 1979 25 Prozent der Anteile an Mazda. Im Jahr 1984 benannte sich das Unternehmen in Matsuda K.K. (englisch Mazda Motor Corp.) um.
1972 waren 154 893 der 642 731 hergestellten Mazda-Pkw mit einem Wankelmotor ausgerüstet. Bis April 1986 hatte Mazda 1,5 Millionen Fahrzeuge mit Wankelmotor hergestellt (NSU Wankel Spider und NSU Ro 80 zusammen etwa 40.000 Stück).
Im Jahr 1989 schaffte es Mazda mit seinem Roadster MX-5, die Begeisterung für offene Sportwagen in Europa und Nordamerika wieder aufleben zu lassen.
1994 eröffnete Mazda am Firmensitz sein Museum mit 3600 m² Fläche.
1996 erhöhte Ford seinen Anteil an Mazda auf 33,4 Prozent. 2008 wurden 20 Prozent der Anteile verkauft und 2010 auf 3,5 Prozent verringert.
Von 2003 bis 2010 bot Mazda das bislang letzte Wankelcoupé RX-8 in Deutschland an, wobei die Forschungsarbeiten am Wankelmotor nicht eingestellt wurden. 2006 hatte Mazda etwa 1,9 Millionen Kreiskolbenmotoren hergestellt. Schon 2019 lag der Fokus beim Wankelmotor auf dem Einsatz als Range Extender von Elektrofahrzeugen.  Mazda war es offenbar zwischenzeitlich gelungen, den Wankelmotor so weiterzuentwickeln, dass auch weitere Anwendungsmöglichkeiten zum Beispiel in Form eines Hybridantriebes wieder denkbar erscheinen.
Seit 2011 vermarktet Mazda seine Skyactiv-G-Ottomotoren, in denen eine Verdichtung bis zu 14:1 erreicht ist; diese Motoren verzichten auf das sonst angewandte Downsizing. Bis Februar 2011 hatte Mazda dafür nach eigenen Angaben mehr als 130 Patente beantragt. Weiter ging Mazda im selben Jahr mit seinem SUV CX-5 an den Start. Mit diesem Modell wurde auch das Kodo-Design eingeführt, wobei Kodo etwa „Seele der Bewegung“ bedeutet.
2013 kombinierte Mazda für den japanischen Markt im Mazda3 einen eigenen 2-Liter-Motor mit dem Hybrid Synergy Drive von Toyota.
Die Ford Motor Company verkaufte im Jahr 2015 ihre restlichen Anteile und ist seitdem nicht mehr am Unternehmen beteiligt.
2017 machte das SUV CX-5 weltweit 25 Prozent der Verkäufe aus, in Deutschland sind es zusammen mit dem kleineren CX-3 50 Prozent der gesamten Verkäufe. Im August 2017 gaben die Mazda Motor Corporation und die Toyota Motor Corporation bekannt, die 2015 angekündigte Unternehmens- und Kapital-Allianz zu bilden. Dafür tauschen die beiden Unternehmen jeweils Aktien im Wert von 50 Mrd. Yen über eine Drittanbietervereinbarung aus. Toyota hält damit 5,05 Prozent an Mazda, während Mazda 0,25 Prozent an Toyota hält. Die Erlöse aus der Kapitalerhöhung beziehungsweise durch die Veräußerung eigener Aktien werden zum Teil in die Gründung des Joint Ventures zur Fahrzeugproduktion in den USA genutzt. Darüber hinaus arbeiten beide Unternehmen fortan bei der Entwicklung von Technologien für Elektroautos, vernetzten Fahrzeugtechnologien und Sicherheitstechnik sowie weiterer, ergänzender Produkte zusammen.
Seit Mitte 2018 erfüllen neue Skyactiv-G-Benzinmotoren die Euro-6d-Temp-Norm ohne Partikelfilter. 2019 wurde der Mazda3 mit Skyactiv-X-Motor, der homogene Kompressionszündung nutzt, eingeführt. Auch der seit September 2019 erhältliche Mazda CX-30 nutzt diesen Antrieb. 2020 erschien mit dem Mazda MX-30 das erste reine Elektroauto von Mazda. Eine weitere Variante des MX-30, die im Januar 2023 präsentiert wurde, kombiniert den elektrischen Antrieb mit einem Wankelmotor als Range Extender, der somit als serieller Plug-in-Hybrid arbeitet. Dieser wurde neu entwickelt und gegenüber dem RX-8 unter anderem mit einem seitlichen Aluminiumgehäuse und Benzindirekteinspritzung überarbeitet. Seit November 2023 hat Mazda zwei Millionen Wankelmotoren hergestellt. Im Februar 2024 setzte Mazda eine Gruppe von 36 Mitarbeitern zur Weiterentwicklung des Wankelmotors ein. Schon 2022 war das Firmenmuseum in Japan nach dreijähriger Renovierung wiedereröffnet worden. Seitdem ist auch ein Online-Besuch möglich.
Im September 2024 führte Mazda ein kostenpflichtiges Abo-Modell ein, um ausgewählte digitale Dienste entsprechender Fahrzeugen weiter nutzen zu können, was Kritik von Fachkreisen und Aktivisten für ein Recht auf Reparatur hervorrief. Bereits zuvor hatte Mazda gerichtlich die Depublikation der Open-Source-Anwendung einer Privatperson erwirkt, die einen weiteren kostenfreien Betrieb ermöglicht hatte.

### Geschichte in Europa
Im März 1967 begann Mazda mit dem Export nach Europa und war anfangs ausschließlich in Norwegen vertreten. 1968 wurde in Willebroek in Belgien ein Logistikzentrum für die Ersatzteilversorgung errichtet und 1969 erfolgte die Einführung von Mazda über den Händler Rolf Knoch auch in Österreich. Bereits 1971 konnte Mazda hier mit 5483 verkauften Fahrzeugen einen Marktanteil von drei Prozent erreichen. 1971 folgte die Expansion in weitere europäische Länder. Die Verkaufszahlen stiegen von 2.688 verkauften Fahrzeugen 1968 auf über 50.000 Autos im Jahr 1972.
Nachdem bereits 1969 auf der IAA in Frankfurt erste Mazdas in Deutschland gezeigt worden waren, wurde erst am 23. November 1972 die Mazda Motors Deutschland GmbH mit der Eintragung ins Handelsregister Düsseldorf gegründet, und es wurde mit dem Aufbau der deutschen Mazda-Zentrale in Hilden begonnen. Im März 1973 begann schließlich der Vertrieb von Mazda-Modellen in Deutschland. Die Modelle zum Verkaufsstart waren dabei der Mazda 616, der Mazda 818 und das Coupé Mazda RX-3, auf der Frankfurter IAA im September 1974 folgten etwa Jahr später die Premieren von Mazda 1000/1300 und Mazda RX-4.
Zur Markteinführung des neuen Mazda 323 1977 organisierte Mazda eine 15.000 Kilometer lange Reise mehrerer Exemplare des 323, die von Hiroshima aus zur IAA in Frankfurt führte. Nach dessen Produktionsstart erreichten Mazdas Verkaufszahlen in Deutschland Anfang der 1980er Jahre fast die Marke von 50.000 Einheiten, die über knapp 900 Händler verkauft wurden.
1981 wurde eine Niederlassung in Brüssel eingerichtet, um die Importe nach Europa und die europäischen Händler besser betreuen zu können. Mit der Markteinführung des neuen Mazda 626 konnte Mazda 1983 den achten Platz in der Zulassungsstatistik in Deutschland erreichen und zum Ende der 80er Jahre einen Marktanteil von 3,2 Prozent sowie 90.000 Zulassungen vermelden. Der Mazda 626 stieg in diesem Zeitraum zum meistverkauften Importauto überhaupt auf. 1988 wurde die belgische Niederlassung in Mazda Motor Europe S.A./N.V umbenannt. Im selben Jahr wurde damit begonnen, in Leverkusen-Hitdorf ein großes Zentrallager einzurichten, um eine bessere Ersatzteilversorgung für den deutschen Markt sicherstellen zu können. Im Jahr 1989 wurde ebenfalls in Leverkusen Mazda Motor Europe (MME) gegründet, deren neue Zentrale im Jahr 1992 bezogen wurde. Auch im Jahr 2020 war die Mazda-Zentrale für Deutschland und Europa noch dort ansässig.
1990 eröffnete Mazda nach zwei Jahren Bauzeit das europäische Forschungs- und Entwicklungszentrum in Oberursel. 2020 waren dort rund 100 Mitarbeiter beschäftigt.  Im Mai 2017 wurde in Augsburg das erste Mazda-Museum außerhalb Japans eröffnet, das gleichzeitig die größte Ausstellung von Mazda-Fahrzeugen weltweit umfasst.

### Geschichte in Nordamerika
In den Vereinigten Staaten und Kanada wurde die Marke Mazda 1968 mit dem Start der Modelle Mazda R100 und Mazda RX-2 auf dem kanadischen Markt eingeführt, zwei Jahre später erfolgte mit der Verschiffung der ersten Importe von Hiroshima nach Seattle 1970 die Einführung in den USA. Aufgrund der Ölkrise waren in den 1970er Jahren schnell effiziente Antriebstechniken, die Verbrauch und CO2-Emissionen reduzieren, gefragt. Der Mazda RX-5 ging 1975 deshalb mit dem verbrauchsorientierten Motorkonzept des Zweischeiben-Kreiskolben-Motors an den Start und der Motor erreichte als erstes Aggregat überhaupt daraufhin die ab 1975 geltenden US-Emissionsstandards.

## Motorsport

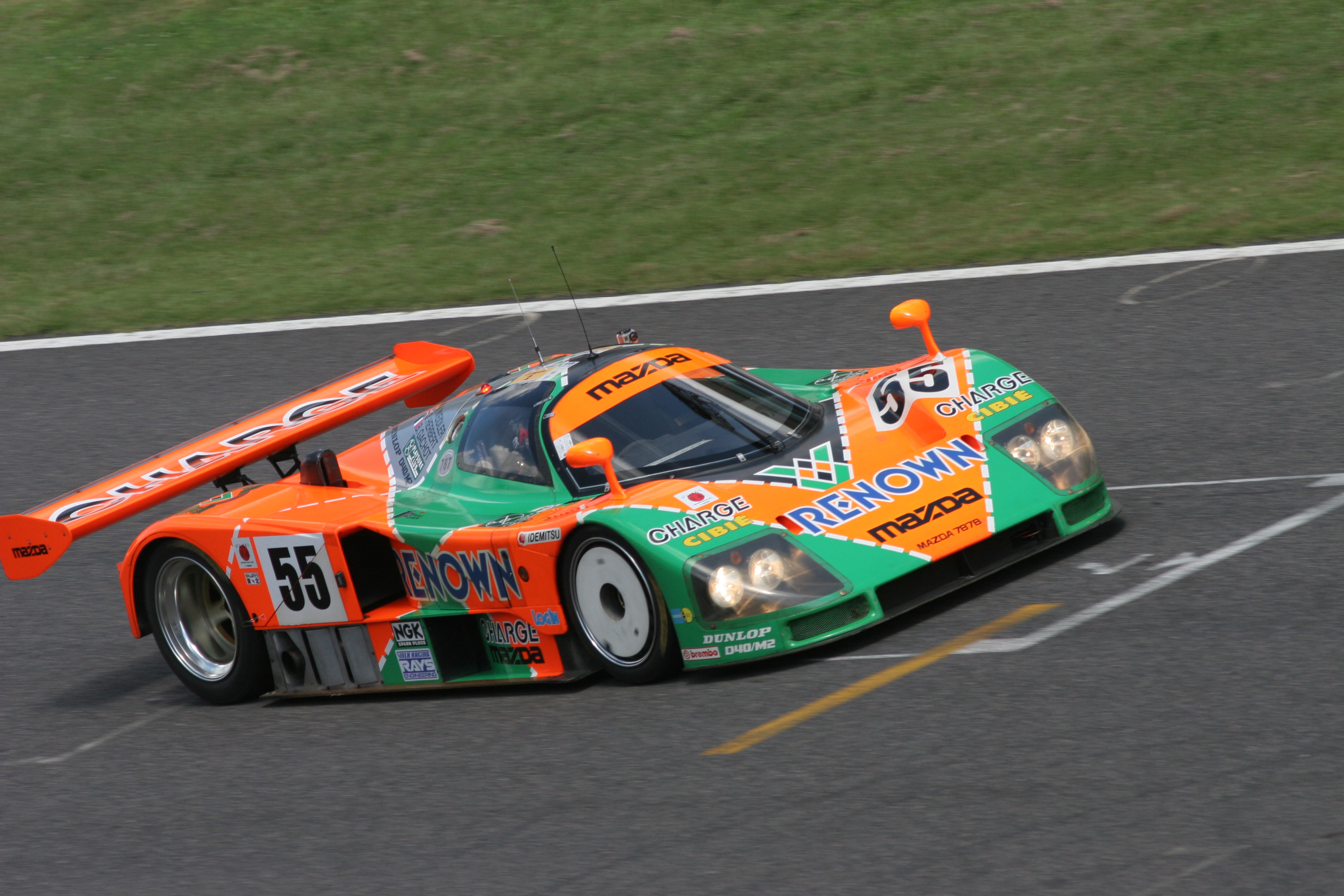
Mazda 787B, Le Mans-Sieger 1991

Bereits 1968 unternahm Mazda seine ersten Gehversuche im Motorsport. Dabei traten zwei Mazda 110 S Cosmo beim 84-Stunden-Rennen Marathon de la Route auf dem Nürburgring an und konnten im 60 Teilnehmer starken Feld lange die Plätze vier und fünf halten, ehe eines der Fahrzeuge ausschied. Der verbleibende Cosmo beendete das Rennen schließlich auf dem vierten Rang. 1971 gewann drei Jahre später der Mazda Savanna die 500-Mile-Tourist-Trophy auf dem Fuji Speedway.
1978 wurde mit dem RX-7 ein neues potenzielles Rennfahrzeug präsentiert. Bereits kurz nach Markteinführung begann der britische Rennfahrer Tom Walkinshaw, das Fahrzeug in sein Team Tom Walkinshaw Racing aufzunehmen und mit dem RX-7 in der British Touring Car Championship zu starten. 1980 und 1981 konnte die Rennserie auf dem RX-7 gewonnen werden. 1981 wurde zudem das 24-Stunden-Rennen von Spa-Francorchamps mit dem Fahrzeug gewonnen.
Ähnlich erfolgreich war der RX-7 ab 1979 auch in der Rennserie der IMSA und konnte im ersten Jahr nach seiner Präsentation beim 24-Stunden-Rennen von Daytona 1979 mit den Fahrern Yoshimi Katayama und Takashi Yorino den Klassensieg in der GTU-Klasse erringen. Bis 1990 verbuchte der RX-7 über 100 weitere Siege und galt als das erfolgreichste Fahrzeug der IMSA GT Championship. Erfolgreichstes Jahr war dabei 1991, als der RX-7 GTO, der vom selben Motor wie der im selben Jahr in Le Mans siegreiche 787B angetrieben wurde, diverse Fahrer- und Herstellertitel gewinnen konnte.
Auch im Rallyesport konnte Mazda mit dem RX-7 Erfolge feiern, unter anderem einen dritten Platz bei der Rallye Griechenland während der Rallye-Weltmeisterschaft 1985. Neben dem RX-7 konnte zudem der Mazda 323 AWD Turbo bei der Rallye-Weltmeisterschaft 1988 einige zufriedenstellende Ergebnisse erreichen, darunter Platzierungen als Zweiter bei der Rallye Elfenbeinküste und der Rallye Neuseeland.
1983 folgte der Umzug vom Rennteam Mazdas von Tokio zurück zur Unternehmenszentrale nach Hiroshima. Dort wurde das Unternehmen Mazdaspeed gegründet, das sich künftig auf die Motorsportkarriere von Mazda konzentrieren sollte. Nach der Teilnahme beim 24-Stunden-Rennen von Le Mans 1988 und 1990 mit dem Mazda 767 gelang 1991 der bis dato größte Erfolg im Motorsport. Als erstem japanischen Automobilhersteller gelang es Mazda mit dem Mazda 787B, angetrieben von einem 700 PS starken 4-Scheiben-Wankelmotor, den Sieg beim 24-Stunden-Rennen von Le Mans 1991 mit zwei Runden Vorsprung vor Jaguar davonzutragen. Zwei weitere Mazda, ein 787 und ein 787B, erreichten in diesem Rennen ebenfalls eine Platzierung unter den ersten zehn Fahrzeugen.
1999 wurde die Marke Mazdaspeed dann vollständig in die Mazda Motor Corporation integriert und fungierte fortan auch als Hersteller von an den Rennsport angelehnten Mazda-Serienmodellen. Mit dem Mazda6 MPS (2005) und dem Mazda3 MPS (2006) wurden Mitte der 2000er Jahre zwei leistungsoptimierte Fahrzeuge in die Modellpalette aufgenommen.

## Modellübersicht

### Aktuelle Modelle
| Mazda2 Hybrid (seit 2022) |
| Zusätzlich zum zwischen 2014 und 2024 gebauten Mazda2 bietet der Hersteller die Baureihe seit 2022 auch als baugleiches Modell zum Toyota Yaris an. Im Gegensatz zu diesem wird im Mazda ausschließlich die Hybridversion angeboten. |
| Mazda3 (seit 2019) |
| Nach der Vorstellung der ersten Generation mit der Verkaufsbezeichnung BK auf der IAA in Frankfurt im September 2003 wird der Mazda3 seit März 2019 inzwischen in der vierten Generation angeboten und als Mazda3 BP bezeichnet. Er wird seitdem mit einem 2,5 Liter großen Skyactiv-G und dem neuartigen Skyactiv-X-Motor angeboten. |
| Mazda6e (seit 2024) |
| Eine Mittelklasse-Limousine ist der Mazda 6e, der im April 2024 erstmals vorgestellt wurde. Er kam zunächst in China auf den Markt. In Europa wird das Modell seit Anfang 2025 angeboten. Technisch basiert das Modell auf dem Deepal SL03 von Changan. Es hat wie das chinesische Pendant entweder einen Plug-in-Hybrid-Antrieb oder wird rein elektrisch angetrieben.                                                                                            |
| Mazda MX-5 (seit 2015) |
| Am 7. September 2014 präsentierte Mazda die vierte Generation des MX-5 unter der Verkaufsbezeichnung ND (nach NA, NB und NC) in den drei Ländern USA, Spanien und Japan gleichzeitig. Die Produktion startete am 4. März 2015 in Hiroshima, Japan. Der Roadster wurde am 12. September 2015 offiziell bei den deutschen Händlern dem Publikum vorgestellt. Auf der New York Auto Show 2016 wurde der MX-5 RF vorgestellt, eine Version mit faltbarem Targa-Dach.   |
| Mazda MX-30 (seit 2020) |
| Auf der Tokyo Motor Show im Oktober 2019 präsentierte Mazda mit dem MX-30 das erste batterieelektrisch angetriebene Fahrzeug der Marke. Der Marktstart erfolgte 2020. Anfang 2023 folgte eine Version, in der ein Wankelmotor als Reichweitenverlängerer dient. |
| Mazda CX-3 (seit 2015) |
| Auf der Los Angeles Motor Show im November 2014 wurde der Mazda CX-3 erstmals vorgestellt. Er zählt zu den kleinen Sport Utility Vehicles und wird mit zwei Ottomotoren und einem Dieselaggregat angeboten. Bei letzterem ist optional ein permanenter Allradantrieb erhältlich, dieser ist beim stärkeren Ottomotor serienmäßig. |
| Mazda CX-30 (seit 2019) |
| Zwischen CX-3 und CX-5 positioniertes SUV, dessen Markteinführung im Herbst 2019 erfolgte. Es basiert technisch auf dem ebenfalls seit 2019 angebotenen Mazda 3 BP. |
| Mazda CX-5 (seit 2017) |
| Der Mazda CX-5 ist ein kompaktes Sport Utility Vehicle. Er repräsentierte das erste Mazda-Modell im neuen KODO-Design und ist seit dem Frühjahr 2012 erhältlich. Im Februar 2015 wurde er einer Modellpflege unterzogen. Die zweite Generation mit der Verkaufsbezeichnung KF wurde 2017 eingeführt. Im Juli 2025 wurde die dritte Generation KI vorgestellt. |
| Mazda CX-50 (seit 2022) |
| Das SUV ist über dem CX-5 positioniert und ausschließlich für den nordamerikanischen Markt bestimmt. |
| Mazda CX-60 (seit 2022) |
| In Europa wird seit August 2022 der Plug-in-Hybrid CX-60 vermarktet. Er war bei seiner Markteinführung mit einer maximalen Leistung von 241 kW (327 PS) das stärkste je in Serie gebaute Mazda-Fahrzeug. |
| Mazda CX-70 (seit 2024) |
| Auf Basis des CX-90 wurde im Januar 2024 der fünfsitzige CX-70 vorgestellt. Er wird nur in Nordamerika angeboten. |
| Mazda CX-80 (seit 2024) |
| Ein Siebensitzer auf der technischen Basis des CX-60 ist der CX-80, der im April 2024 präsentiert wurde. |
| Mazda CX-90 (seit 2023) |
| Das SUV ist mit einer maximalen Leistung von 254 kW (345 PS) das stärkste Mazda-Modell. Es ist für Nordamerika bestimmt. |
| Mazda EZ-60 (seit 2025) |
| 4,85 Meter langes SUV mit Plug-in-Hybrid oder rein elektrischem Antrieb. Wurde im April 2025 vorgestellt und teilt sich die Technik mit dem Changan Deepal S07. |
| Mazda BT-50 (seit 2020) |
| Der Pickup Mazda BT-50 trat Ende 2006 die Nachfolge der B-Serie an und wurde am 22. März 2006 auf der Bangkok International Motor Show erstmals der Öffentlichkeit vorgestellt. Auffällig gegenüber der B-Serie ist vor allem das modernere Design. 2007 wurde er einer Modellpflege unterzogen. Die zweite Generation wurde seit Ende 2011 verkauft, als dritte Generation erschien 2020 der BT-50 mit de Verkaufsbezeichnung UP. Er basiert auf dem Isuzu D-Max. |

### Historische Modelle mit Hubkolbenmotor
- Mazda R 360 (1960–1964)
- Mazda Carol (seit 1962; nur in Japan)
- Mazda 800 / Mazda 1000 / Mazda 1300 (1963–1977)
- Mazda 1500 / Mazda 1800
- Mazda 121 (1988–2003)
- Mazda 323 (1977–2003)
- Mazda 616 (1970–1977)
- Mazda 626 (1979–2002)
- Mazda 818 (1973–1979)
- Mazda 929 (1973–1992)
- Mazda Xedos 6 (1992–1999)
- Mazda Xedos 9 (1993–2002)
- Mazda MX-3 (1991–1998)
- Mazda MX-6 (1987–1997)
- Mazda MPV (1988–2016, in Deutschland nur von 1994 bis 2005)
- Mazda Premacy (1999–2005)
- Mazda Tribute (2000–2008)
- Mazda Demio (1996–2003)
- Mazda B-Serie (1994–2006)
- Mazda6 (2002–2024)
- Mazda CX-7 (2006–2012)
- Mazda5 (2005–2015)
- Mazda CX-9 (2006–2023)
- Mazda CX-8 (2007–2023)
- Mazda CX-4 (2016–2023)

### Historische Modelle mit Wankelmotor
- Mazda 110 S Cosmo Sport (1967–1972) erster Serienwankel mit Zweischeibenmotor
- Mazda R100 (1968–1975)
- Mazda R130 (1969–1972), Coupé mit 13A-Wankelmotor
- Mazda RX-2 (1971–1974)
- Mazda RX-3 (1972–1977), Versionen Coupé, Limousine und Caravan
- Mazda RX-4 (1972–1977), Versionen Coupé, Limousine und Caravan
- Mazda Rotary Pickup (1973–1977), nur in den USA verkauft
- Mazda Parkway Rotary 26 (1974–1976), erster Bus mit Wankelmotor
- Mazda Roadpacer (1975–1977)
- Mazda RX-5 (1975–1981)
- Mazda Luce Legato (1977–1981), Topversion 929L
- Mazda Cosmo AP RX-5 (1981–1990)
- Mazda Luce (1981–1986), Topversion 929
- Mazda 929 Cosmo (1982–1987)
- Mazda Luce (1986–1991), Topversion 929
- Eunos Cosmo (1990–1995), Oberklassen-Coupé, erstes serienmäßiges Auto mit Dreischeibenwankelmotor
- Mazda RX-7 (1978–2002), Baureihe SA (FB), FC, FD
- Mazda RX-8 (2003–2012)

## Übersicht der Automobilmarken Mazdas
- Autozam (J, seit 1989)
- Ẽfini (J, 1990 bis 1997; nur noch aktiv als Händlernetzwerk)
- Eunos (AUS, J und ASEAN, 1989 bis 1999)
- M2 (Japan, 1991 bis 1995)

## Trivia
- Im Jahr 2004 brachte Mazda einen Bildband mit den Maßen 3,07 Meter × 3,42 Meter und damit wohl dem größten Format der Welt heraus.